# Stefano Tatai
Stefano Tatai (Roma, 23 marzo 1938 – Tenerife, 29 maggio 2017) è stato uno scacchista italiano, Maestro Internazionale.
È considerato una leggenda degli scacchi italiani. Uomo raffinato e colto, di origini ungheresi, è stato dodici volte Campione italiano (record assoluto), più volte prima scacchiera della squadra italiana e poi componente della squadra olimpica. Ha sfiorato più volte il titolo di Grande Maestro in un'epoca in cui il titolo era appannaggio di pochi eletti. Vanta numerose vittorie contro astri del firmamento scacchistico e all'apice della sua forza era rispettato e temuto da tutti i grandi della scacchiera. Per questi risultati, la Federazione Scacchistica Italiana, ha attivato una procedura per il riconoscimento ex-post del titolo di Grande Maestro (o in alternativa il riconoscimento del titolo di GM ad honorem).
Da sempre considerato un teorico degli scacchi, ha al suo attivo collaborazioni con le principali riviste italiane ed europee (tra le quali Europe Echecs). Le sue uniche due fatiche editoriali - un libro sull'importante torneo di Venezia 1969 in lingua inglese e un lavoro teorico sul Gambetto Jaenisch della Spagnola (Le Gambit Jaenisch, Tatai & Zinser, 1978, in lingua francese) - sono poco conosciute in Italia. Nel 2008 ha pubblicato Tatai insegna la Najdorf .
Negli ultimi anni risiedeva con la famiglia a La Orotava, città ("Villa") situata a Tenerife, nelle Isole Canarie.
È morto a Tenerife, a settantanove anni, nel 2017.

## Carriera scacchistica
Nato a Roma nel 1938, ha conseguito il titolo di Maestro FSI nel 1958 e di Maestro Internazionale nel 1966.
Già nel 1957 faceva parte della rappresentativa romana che affrontò gli scacchisti di Riga durante la loro tournée in Italia, con il futuro Campione del Mondo Michail Tal' in prima scacchiera.
Ha vinto 12 titoli di Campione Italiano Assoluto nell'arco di oltre trent'anni: 1962 a Forte dei Marmi, 1965 a Firenze, 1967 a Savona, 1970 a Sottomarina di Chioggia, 1974 e 1977 a Castelvecchio Pascoli, 1979 a Venezia, 1983 ad Arco, 1985, 1990 e 1991 a Chianciano Terme, 1994 a Reggio Emilia; un risultato mai raggiunto da alcuno (Vincenzo Castaldi ne vinse sette).
Ha vinto il Campionato Italiano a squadre nel 1959 a Lerici con l'Accademia di Roma, nel 1962 a Lerici, poi nel 1964 a Genova e nel 1966 a Monticelli Terme con la squadra dei Dipendenti Comunali di Roma, nel 1969 a Fanano con il Centurini di Genova, nel 1979 a San Marino con il Banco di Roma, nel 1986 a Chianciano Terme con la CAVIT Trento, nel 1991 a Genova nuovamente col circolo Centurini, infine nel 1995 con l'ARS Roma.

Stefano Tatai nel 1972

Ha partecipato con la squadra italiana a nove edizioni delle Olimpiadi scacchistiche: 1966 a L'Avana, 1970 a Siegen, 1972 a Skopje, 1974 a Nizza, 1976 a Haifa, 1984 a Salonicco, 1986 a Dubai, 1988 ancora a Salonicco, 1992 a Manila. Con l'eccezione di Nizza 1974, giocò sempre in prima scacchiera, vincendo 43 partite (record italiano), pareggiandone 53 e perdendone 24.
Ha giocato nella squadra italiana anche in altre competizioni a squadre, come il match Italia-Svizzera del 1969 a Como, la Claire Benedict Cup del 1973 a Gstaad, il Torneo Mediolanum del 1974, il Campionato CEE a Middlesbrough nel 1978, le Mitropa Cup del 1978, 1988 e 1995. Ha anche giocato in prima scacchiera nelle edizioni 2009, 2011, 2012 e 2013 del Campionato Europeo Seniores a squadre.
Ha rappresentato l'Italia ai Tornei Zonali del 1963 a Enschede, 1972 a Caorle, 1978 Praia da Rocha, 1981 Budua, 1985 Castelldefels, 1987 Andorra.
Vinse tornei a La Spezia 1958, Roma 1959, Roma 1971, Madonna di Campiglio 1972, Milano 1974,  Roma 1976, San Pellegrino Terme 1976, Roma 1978, Roma 1982, Bratto 1982, Chiavari 1982, Forlì 1983, torneo del Banco di Roma 1984, Isola d'Elba 1986 e 1991, Mogliano Veneto 1996.
Giocò due match con Sergio Mariotti, l'altro grande giocatore italiano degli anni sessanta-ottanta del Novecento, pareggiando il primo con il punteggio di 3-3 (+2 =2 -2) nel 1972, e vincendo il secondo nel 1977 per 4½-3½ (+3 =3 -2).
Ha giocato moltissimi tornei ad inviti e open all'estero, spesso con i migliori giocatori del mondo, vincendo le sezioni B dei tornei di Amsterdam 1968 e 1976, il torneo B di Montecarlo 1969, i tornei di Barcellona 1979 e 1980; piazze d'onore nel torneo B di Amsterdam 1967, Olot 1968, Costa Brava 1973. A livello Seniores fu vice-campione Europeo nel 2001 a Saint Vincent.
Ha raggiunto il proprio record Elo nel settembre 1984 con 2495 punti.
Negli anni 2000 trasferì la residenza alle Isole Canarie nelle quali giocò numerosi tornei, vincendo il Torneo di Santa Cruz de Tenerife nel 2004, il Campionato Assoluto di Tenerife nel 2007 e nel 2008, gli Open La Laguna 2009 e Centenario 2010, e vari tornei a gioco rapido.

## Partite
Ecco due prestigiose vittorie dello scacchista romano contro il Grande Maestro olandese Timman ed il Grande Maestro danese Larsen, ambedue giocatori di classe mondiale. Le partite sono trascritte in notazione algebrica italiana.
Stefano Tatai - Jan Timman (Amsterdam 1970)

1.e4 g6 2.d4 Ag7 3.c3 d6 4.Cf3 Cf6
5.Cbd2 O-O 6.Ae2 Cc6 7.O-O e5 8.dxe5 Cxe5
9.Cxe5 dxe5 10.Dc2 b6 11.Te1 Ab7 12.Af1 Dd7
13.Cc4 Tfe8 14.f3 a5 15.Ae3 Dc6 16.Ca3 Ted8
17.Tad1 Af8 18.Ab5 De6 19.Db3 Dxb3 20.axb3 c6
21.Txd8 Txd8 22.Axb6 Td2 23.Cc4 Tc2 24.Aa4 Cd7
25.Ae3 Cc5 26.Tc1 Txc1+ 27.Axc1 Cd3 28.Ae3 Aa6
29.Cxa5 Cxb2 30.Cxc6 Cd1 31.Ab6 Cxc3 32.Cxe5 Ad6
33.Cg4 Ad3 34.e5 Ae7 35.Ce3 Ag5 36.Ac6 Af4
37.Cd5 Ce2+ 38.Rf2 Axh2 39.f4 Cxf4 40.Cf6+ Rg7
41.Cg4 1-0
Bent Larsen - Stefano Tatai (Las Palmas 1972)
1.c4 g6 2.Cc3 Ag7 3.g3 c5 4.Ag2 Cc6
5.Cf3 e6 6.O-O Cge7 7.d3 O-O 8.Af4 e5
9.Ad2 d6 10.Tb1 h6 11.Ce1 Ae6 12.Cd5 a5
13.Cc2 Axd5 14.cxd5 Cb4 15.Cxb4 axb4 16.Db3 Dd7
17.a3 bxa3 18.bxa3 Tfb8 19.f4 exf4 20.Txf4 g5
21.Te4 Cg6 22.a4 Ce5 23.a5 f5 24.Ta4 b5
25.Ta2 b4 26.e3 Dd8 27.d4 cxd4 28.exd4 Cg4
29.h3 Axd4+ 30.Rh1 Cf2+ 31.Rh2 Txa5 32.Txa5 Dxa5
33.Dc2 Ce4 34.Axb4 Dxd5 35.Dc7 Tf8 36.Td1 Tf7
37.Dc8+ Tf8 38.Dc2 Ta8 39.Dd3 Ta1 40.Dxd4 Txd1
41.Da7 Dd4 42.Db8+ Rh7 43.Dc7+ Rg6 0-1